# Jonny Nilsson
Erling Martin Jonny Nilsson (* 9. Februar 1943 in Göteborg; † 22. Juni 2022) war ein schwedischer Eisschnellläufer.
Nilsson wurde 1963 in Karuizawa Weltmeister im Mehrkampf. 1966 errang er Bronze bei der Weltmeisterschaft.
Bei den Olympischen Spielen 1964 in Innsbruck gewann Nilsson Gold über 10.000 Meter.
Er stellte fünf Weltrekorde auf und beendete im Alter von 25 Jahren nach der Weltmeisterschaft 1968 seine Karriere. Nilsson führte den Adelskalender zwischen 1963 und 1964 für 329 Tage an. Sein Höchstwert betrug 176,873 Punkte. Er wurde 1962 mit der Oscar-Mathisen-Trophäe und 1963 mit der Svenska-Dagbladet-Goldmedaille ausgezeichnet.

## Weblinks

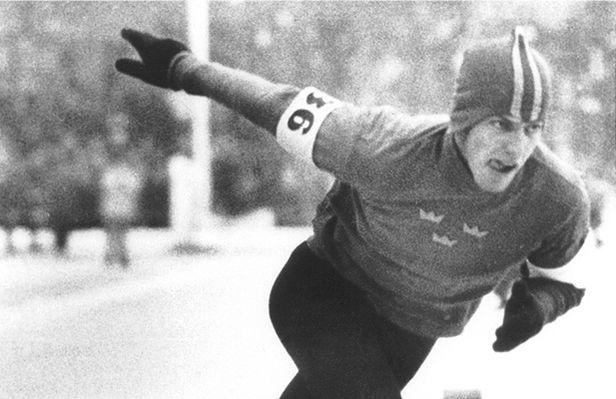
Nilsson bei den Olympischen Winterspielen 1964

## Persönliche Bestzeiten
| Strecke  | Zeit        | Datum            | Ort       |
| -------- | ----------- | ---------------- | --------- |
| 500 m    | 42,2 s      | 9. Februar 1966  | Davos     |
| 1000 m   | 1:33,1 min  | 19. Januar 1969  | Göteborg  |
| 1500 m   | 2:08,2 min  | 2. Februar 1966  | Davos     |
| 3000 m   | 4:27,6 min  | 23. März 1963    | Tolga     |
| 5000 m   | 7:32,9 min  | 15. Februar 1968 | Grenoble  |
| 10.000 m | 15:33,0 min | 24. Februar 1963 | Karuizawa |